# Meira (Comarca)
Die Comarca Meira ist die kleinste der 13 Comarcas der spanischen Provinz Lugo in der Autonomen Gemeinschaft Galicien.

## Geografie
Das Gebiet der Comarca liegt im Nordosten der Provinz Lugo und grenzt dort an die folgenden Comarcas innerhalb der Provinz Lugo:
| A Mariña Central |                                             | A Mariña Oriental |
| Terra Chá        | Kompassrose, die auf Nachbargemeinden zeigt |                   |
| Lugo             |                                             | A Fonsagrada      |

## Gliederung
Die Comarca umfasst vier Gemeinden (spanisch Municipios; galicisch Concellos) mit einer Fläche von 311,77 km², was 3,16 % der Fläche der Provinz Lugo und 1,05 % der Fläche Galiciens entspricht.
| Gemeinde          | Einwohner (2024) | Fläche km² | Dichte Einw./km² | Cod INE | Postleitzahl |
| ----------------- | ---------------- | ---------- | ---------------- | ------- | ------------ |
| Meira             | 1.756            | 46,55      | 38               | 27029   | 27240        |
| Pol               | 1.542            | 125,90     | 12               | 27046   | 27270        |
| Ribeira de Piquín | 492              | 72,99      | 7                | 27053   | 27245        |
| Riotorto          | 1.179            | 66,33      | 18               | 27054   | 27744        |
| Comarca Meira     | 4.969            | 311,77     | 16               | –       | –            |